# Dos toreros de aúpa
Dos toreros de aúpa (en italiano: I due toreri) es una coproducción italiana y española dirigida por Giorgio Simonelli y protagonizada por el dúo cómico Franco Franchi y Ciccio Ingrassia, de género comedia.

## Reparto
- Franco Franchi: Franco Scontentezza
- Ciccio Ingrassia: Ciccio Scontentezza
- Fernando Sancho: Don Alonso
- Rossella Como: Dolores
- Silvia Solar: Margaret
- Maria Teresa Vianello: Paulette
- Elisa Montés: Manuela
- Carlo Romano: Joe Ragusa
- Nino Terzo: Jannot
- Eduardo Fajardo: Inspector N.B.
- Tom Felleghy: Pierre
- Gino Buzzanca: Maresciallo
- Oreste Lionello: El fotógrafo
- Enzo Fiermonte: El capitán del barco
- Enzo Andronico: El mediador
- Ugo D'Alessio: Don Calogero
- Rosalia Maggio: Donna Matilde